# Melese amastris
Melese amastris là một loài bướm đêm thuộc phân họ Arctiinae, họ Erebidae.